# Gustav Jahn (Maler)

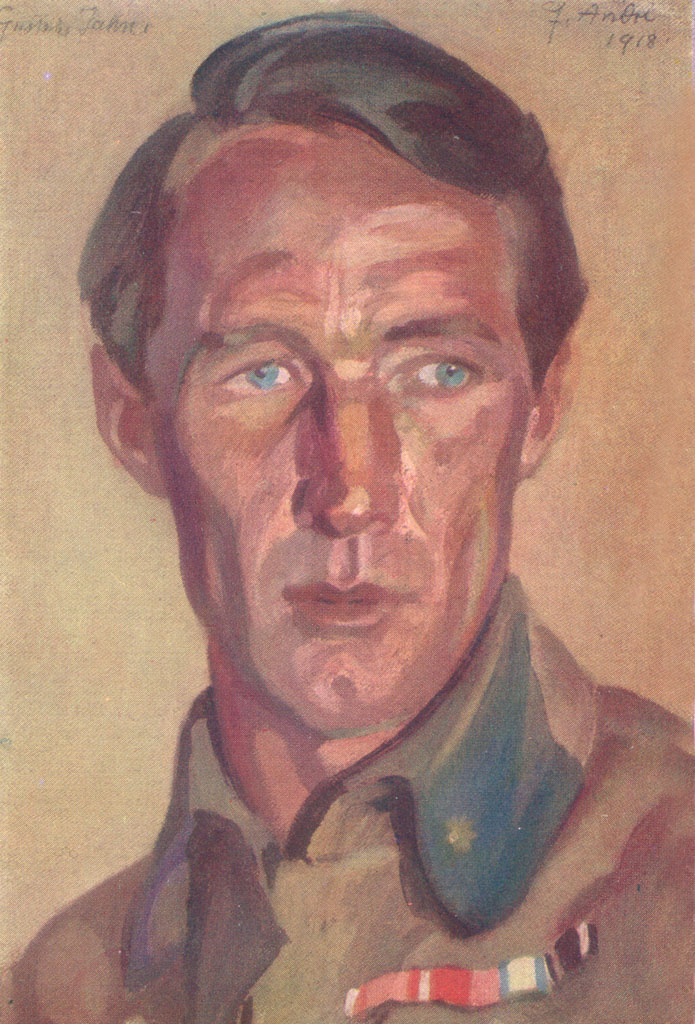
Gustav Jahn als Leutnant 1918 (Ferdinand Andri)

Gustav Jahn (* 17. Mai 1879 in Wien; † 17. August 1919 an der Ödsteinkante, Ennstaler Alpen) war Maler, Grafiker und Alpinist.

## Lebenslauf

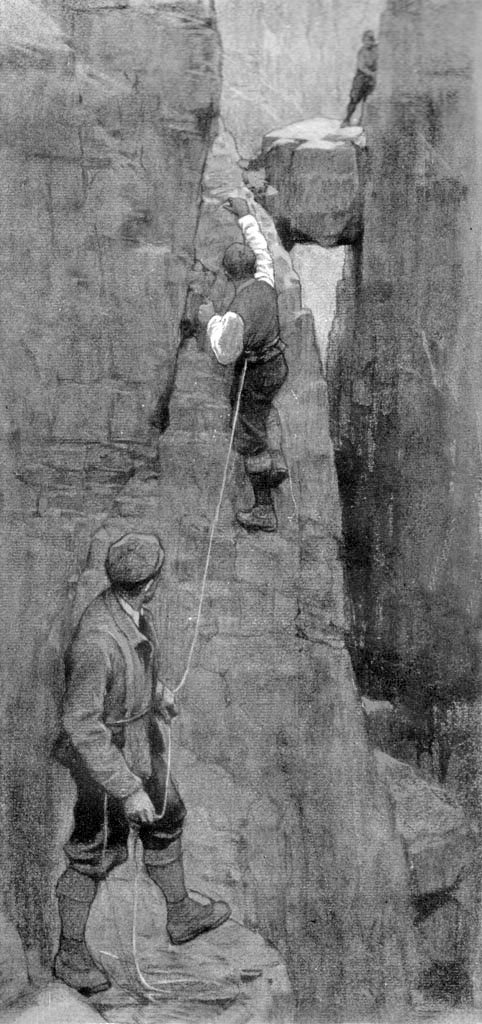
Jahn:Dolomitenklettern

Gustav Jahn wurde in Wien geboren und besuchte ab 1895 die Malschule von Adolf Kaufmann (1848–1916), anschließend wurde er in die Akademie der bildenden Künste Wien aufgenommen. Seine Lehrer waren August Eisenmenger (1830–1907) und Alois Delug (1859–1930). Von 1900 bis 1904 besuchte er die Spezialschule Franz Rumpler (1848–1922). Sein Spezialgebiet wurden Hochgebirgslandschaften und – in zweiter Linie – Genrebilder aus den Bergen. Seine Werke wurden auch als Drucke, Schulwandtafeln und Plakate vermarktet, wobei seine Plakatserie mit Alpenansichten im Auftrag der Staatsbahnen besondere Anerkennung fand. Neben einer größeren Anzahl von Postkarten mit Gebirgsmotiven (Schutzhütten der Hausberge, Genrebilder Bergsport) illustrierte er lange Jahre die Kataloge des weit über Wien hinaus bekannten Bergsporthauses von Mizzi Langer-Kauba (1872–1955). Für sein künstlerisches Werk erhielt er zahlreiche Preise (u. a. 1898 Lampi-Preis, 1899 Gundel-Preis, 1901 Spezialschulpreis, 1904 Rosenbaum-Preis) sowie mehrere Anerkennungspreise bei großen Ausstellungen.

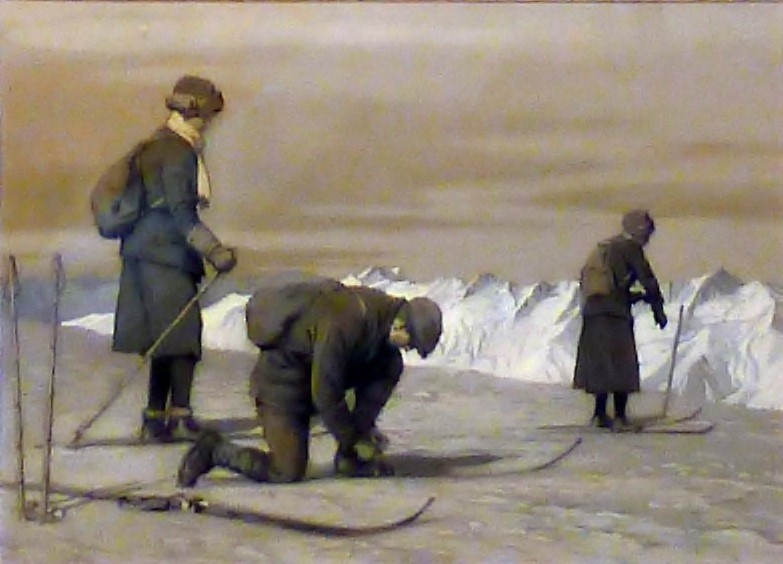
Wintersport, vor dem Start (Tempera/Gouache, um 1910)
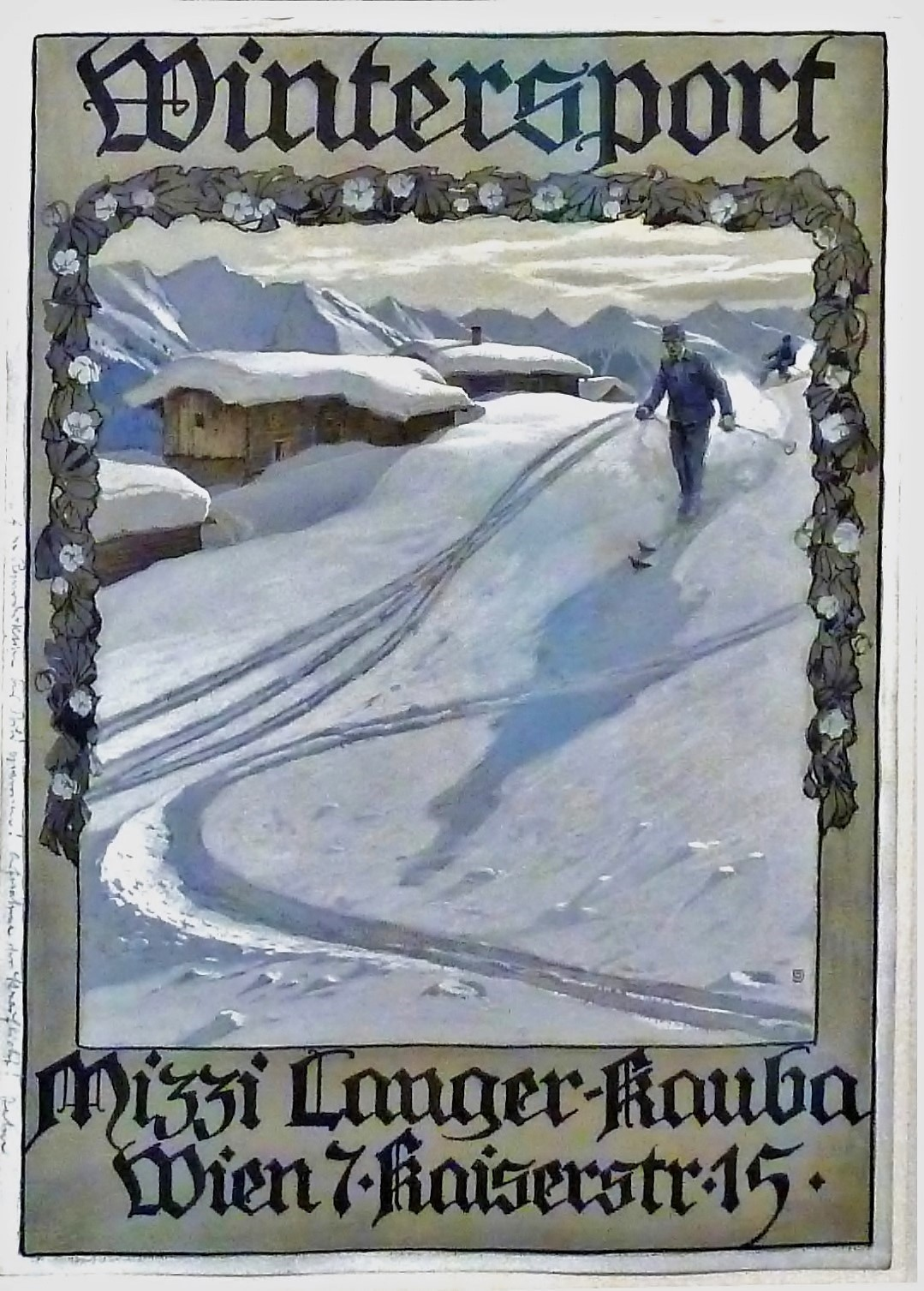
Plakat für Mizzi Langer-Kauba

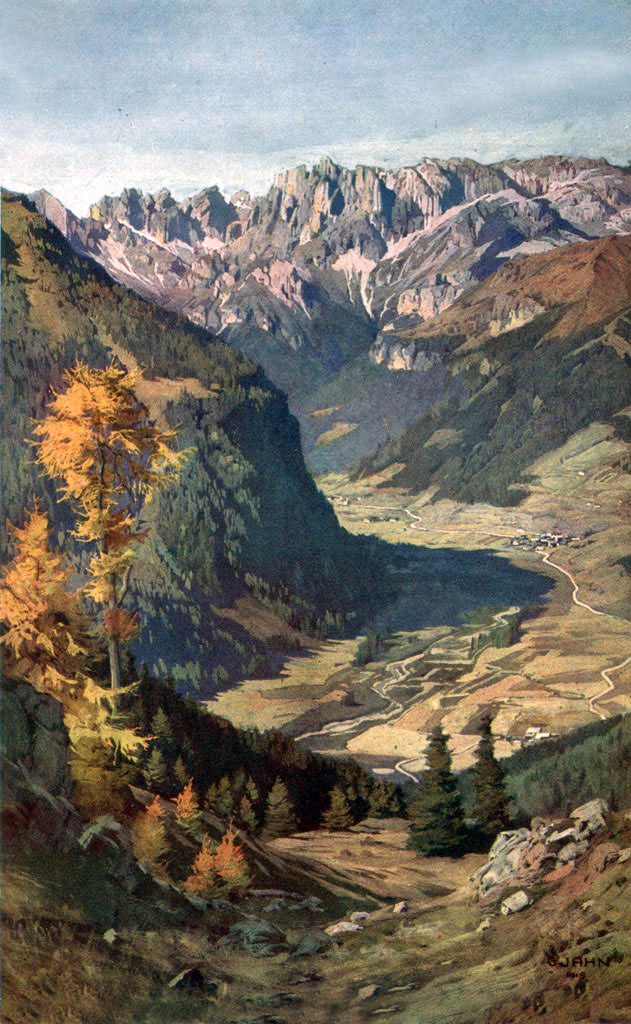
Herbst im Fassatal
mit Rosengartengruppe

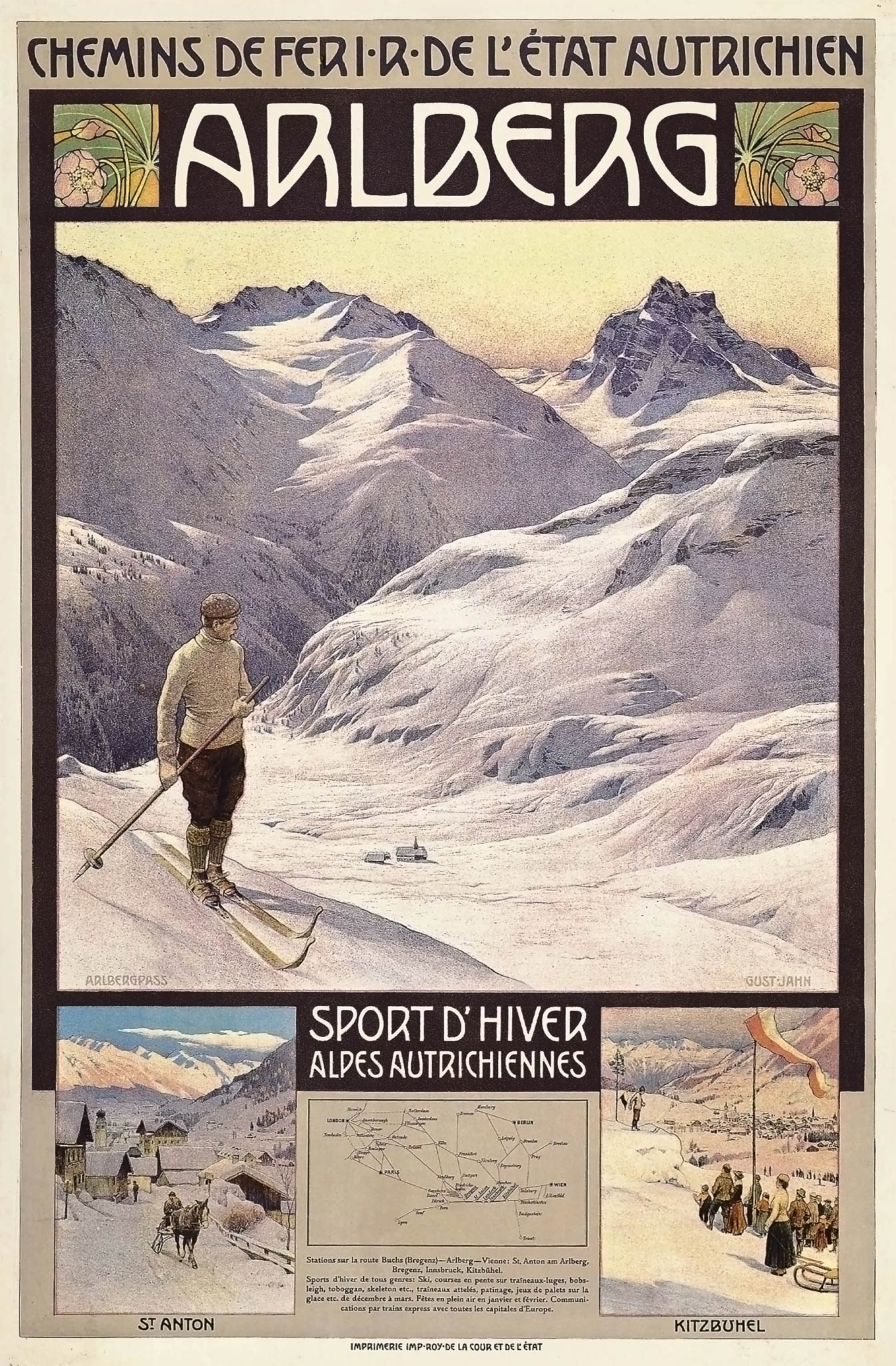
Werbeplakat für die k.k. Staatsbahnen (1907)

Seine eigentliche Leidenschaft war das Bergsteigen, wo er sich bereits in jungen Jahren vor allem dem Felsklettern widmete. So nutzte er sein Kenyon-Reisestipendium nach Rom (1904) weniger zum Malen als für Bergtouren im Mont-Blanc-Gebiet. Seine Lieblingsklettergebiete waren Rax und Schneeberg, Gesäuse, Dachstein und die Dolomiten. Er war der Typ des extremen Führerlosen, der eine Reihe noch heute beliebter Führen eröffnete und mit der Erstbegehung der Südwand der Großen Bischofsmütze im Dachsteingebirge (Schwierigkeitsgrad IV-V) gemeinsam mit (dem später am Hochtor vor den Augen Jahns zu Tode gestürzten) Otto Laubheimer (1882–1903) und nur drei geschlagenen Haken seine bedeutendste Leistung vollbrachte. Seit 1901 war er Mitglied des prestigeträchtigen österreichischen Alpenklubs (Ö.A.K).

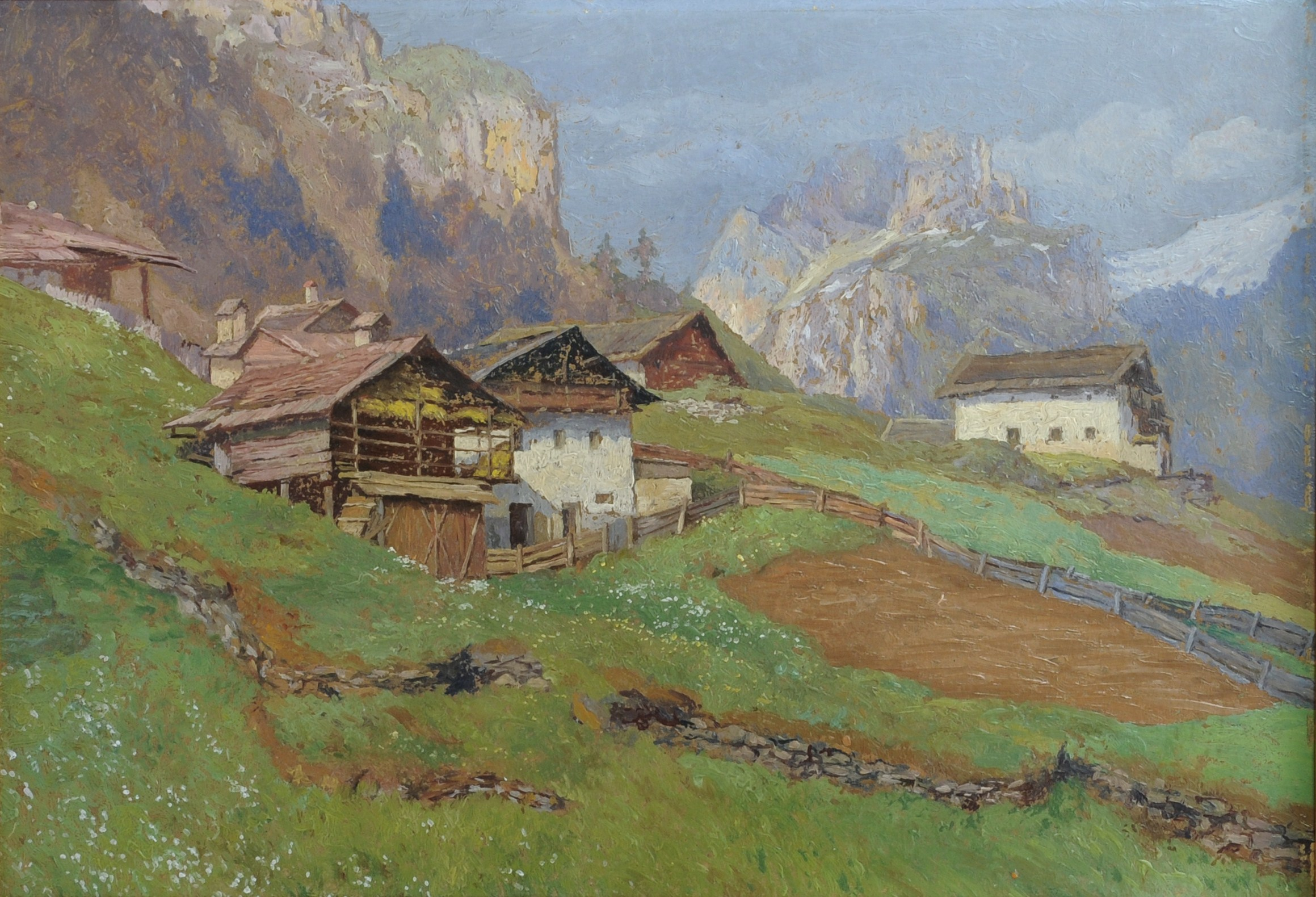
Gehöft in Wolkenstein – Gröden

Jahn war nicht nur Kletterer, sondern auch ein engagierter Skiläufer (28 Preise bei Wettbewerben), Skispringer und Skialpinist. Seine alpinistischen Leistungen führten dazu, dass er während des Ersten Weltkrieges als Instruktionsoffizier an der Hochgebirgsschule der Armee in den Dolomiten eingeteilt wurde.
Die Ursache seines Todessturzes an der Ödsteinkante, bei dem auch sein Partner Michael Kofler ums Leben kam, bleibt ungeklärt. Der Sturz erfolgte an der Schlüsselstelle der Route, dem frei zu begehenden Preuß-Quergang (Schwierigkeitsgrad IV-V). Jahn liegt auf dem Bergsteigerfriedhof von Johnsbach, Steiermark, begraben.
Gustav Jahn war unverheiratet.

## Erstbegehungen
- Raxalpe (1901): Malersteig
- Ennstaler Alpen (1900–1908): Großer Buchstein Westwand; Admonter Frauenmauer; Großer Buchstein-Ostwandschlucht; Hochtor Nordwand (Jahn-Zimmer); Planspitze NO-Wand
- Dachstein (1901–1903): Hohes Großwandeck Südostgrat; Großer Mannlkogel Ostgrat; Armkarwand Westgrat; Schwingerzipf (Erstbesteigung); Große Bischofsmütze Südwand (Jahn); Hochkesselkopf Ostwand; Mitterspitz Ostgrat
- Julische Alpen: 1906 Triglav Nordwand; 1908 Prisojnik Ostwand
- Karnische Alpen: 1902 Kellerwandspitze Westgrat
- Dolomiten (1917/18): Kleine Fermeda Südwand; Vilnösser Turm Westwand; Sass de Mesdi Südwand und Westwand; Langkofelkarspitze SO-Grat; Fünffingerspitze Überschreitung; Wesselyturm Südwand; Grohmannspitze Nordwand; Innerkofeleck NO-Wand; Innerkoflerturm SO-Wand; Langkofeleck NO-Wand; 3. Sellaturm (Westwand);  Brenta: Cima Tosa SO-Grat
- Adamellogruppe (1908): Presanella N-Wand
- Ortlergruppe (1908): Ortler Rothböckgrat

## Berggefährten
Karl Huber, Otto Laubheimer, Erwin Merlet, Camillo Oppel, Eduard Pichl, Franz Zimmer, Franz und Otto Barth (Alpenmaler und enger Freund), Ernst Berger, Günter Dyhrenfurth, Richard Gerin, Otto Jahn (Bruder), Michael Kofler, Eduard Kubelka, Oskar Kukla, Fritz Langsteiner, Viktor Machek, Oskar Müller, Rudolf Phillapitsch, Paul Richter, Viktor Sohm, Otto Weinberger, Franz Aschenbrenner, Angelo Dibona.

## Schriften
- Eine Ersteigung des Gr. Murfreitturmes über die Nordostwand. In: Oesterreichische Touristen-Zeitung / Österreichische Touristen-Zeitung / Österreichische Turisten-Zeitung / Österreichische Turistenzeitung, Jahrgang 1919, XXXIX. Jahrgang, S. 67–71. (online bei ANNO).